# Biografistyka
Biografistyka (gr. bios „życie” + grapho „piszę”) – biografie artystów, postaci historycznych czy naukowców w formie powieści. Biografista wyraża zainteresowanie bohaterem, dobranymi faktami, czasem nie potwierdzonymi przez żadne źródło. Jest to typ twórczości, gdzie tzw. jedność tworzą „dzieło i życie”.